# تدلي الأحشاء
تدلي الأحشاء (بالإنجليزية: Visceroptosis)‏ أو تدلي الأمعاء (بالإنجليزية: enteroptosis)‏ هو تدلي أو انقباض الأحشاء البطنية (الأعضاء الداخلية) أسفل وضعها الطبيعي. قد يتم نزول بعض أو جميع الأعضاء إلى أسفل. عندما تشارك الأمعاء، تُعرف الحالة باسم enteroptosis؛ وعندما يتم العثور على المعدة أسفل وضعها الطبيعي، يتم استخدام مصطلح gastroptosis. المرض موجود في جميع درجات الشدة ويمكن أن يؤدي إلى أعراض أخرى. بشكل عام، يكون هناك فقدان الشهية، وحرقة في المعدة، وعسر الهضم، والإمساك، أو الإسهال، انتفاخ البطن، والصداع، والدوار، والهزال، وفقدان النوم. كل أو بعض هذه الأعراض قد تكون موجودة. يحدث هذا الشرط بفقدان النغمة العضلية، خاصةً في عضلات البطن، مع استرخاء الأربطة التي تحمل الأحشاء في مكانها. يمكن أن تتكرر لدى النساء. ويمكن تخفيف الأعراض من خلال دعم الأعضاء باستخدام ضمادة مناسبة بشكل صحيح، أو أي جهاز آخر مماثل. الراحة في الفراش، الانتباه إلى الحمية، النظافة، التمرين، والبناء العضلي العام سوف يعالج معظم الحالات. في عمليات أخرى قد تصبح ضرورية. هو عامل خطر معروف لتطوير متلازمة الشريان المساريقي العلوي.
عرف أيضاً تدلي الأحشاء باسم splanchnoptosis، وabdominal ptosis، ومرض جلنارد (بعد الطبيب الفرنسي فرانز جلينارد [1848-1920]).

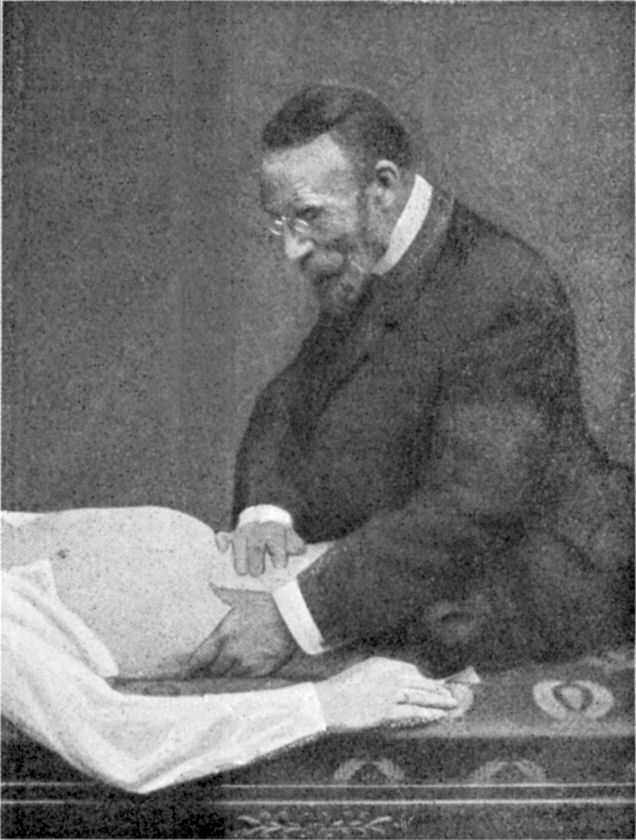
د. فرانتز جلينارد (1848-1920)

- اختبار جلينارد - يضع الفاحص الذي يقف خلف المريض ذراعيه حول المريض، حتى تقابل يديه أمام بطن المريض. يضغط ويرفع الأحشاء ثم يسمح لهم بالسقوط فجأة. إذا شعر المريض بالارتياح بسبب ضغط الارتجاع التي يعاني منها عند الإفراج، فإن الحالة ربما تكون واحدة من splanchnoptosis.[2] كما وضح اختبار girdle.
- نظرية جلينارد - النظرية القائلة بأن تدلي البطن هو مرض غذائي يعاني من ضمور وتدلي الأمعاء.
- نظرية ستيلر - النظرية القائلة بأن تدلي المعدة يرجع إلى ضعف عالمي يتميز بضعف وتراخي الأحشاء.

## وصلات خارجية
- The Visceroptosis Webpage©